# Dariusz Kaczyński
Dariusz Kaczyński (ur. 11 czerwca 1968) – polski lekkoatleta, specjalizujący się w biegach długich, medalista mistrzostw Polski.

## Życiorys
Był zawodnikiem Zawiszy Bydgoszcz.
Na mistrzostwach Polski seniorów na otwartym stadionie zdobył jeden medal w biegu na 3000 metrów z przeszkodami: brązowy w 1989.
Rekord życiowy w biegu na 3000 metrów z przeszkodami: 8:32,69 (20.06.1989).